# بطولة العالم للدراجات على المضمار 1990
بطولة العالم للدراجات على المضمار 1990 هي الدورة ال87 من بطولة العالم للدراجات على المضمار، أجريت في مايه-باشي، اليابان.

## النتائج النهائية
| المسابقة                                      | ذهبية                                        | فضية                                      | برونزية                            |
| --------------------------------------------- | -------------------------------------------- | ----------------------------------------- | ---------------------------------- |
| الرجال                                        |                                              |                                           |                                    |
| السرعة الفردية                                | مايكل هوبنر (GER)                            | Claudio Golinelli (ITA)                   | ستيفن بات (AUS)                    |
| سباق الكيلو متر ضد الساعة                     |                                              |                                           |                                    |
| سباق المطاردة الفردية                         | Viatcheslav Ekimov (روسيا)                   | فرانسيس مورو (فرنسا)                      | أرماند دي لاس كويفاس (فرنسا)       |
| سباق المطاردة الفرقية                         |                                              |                                           |                                    |
| السرعة الفردية للفرق                          |                                              |                                           |                                    |
| السرعة الفردية بالترادف (بالإنجليزية: tandem)‏ | إيطاليا · جيانلوكا كابيتانو · فيديريكو باريس | اليابان · Norihira Inamura · ماسارو سايتو | قالب:RFA Uwe Butchmann ماركوس ناجل |
| السباق الأمريكي (ماديسون)                     |                                              |                                           |                                    |
| سباق مطاردة الدراجة النارية للهواة            | Roland Königshofer (AUT)                     | ديفيد سولاري (ITA)                        | Andrea Bellati (SUI)               |
| سباق مطاردة الدراجة النارية للمحترفين         | Walter Brugna (ITA)                          | بيتر ستيغر (SUI)                          | داني كلارك (دراج) (AUS)            |
| الكيرين                                       | مايكل هوبنر (GER)                            | ميشال فارتين (BEL)                        | Claudio Golinelli (ITA)            |
| سباق النقاط                                   | لوران بيوندي (FRA)                           | مايكل ماركوسين (DEN)                      | داني كلارك (دراج) (AUS)            |
| السيدات                                       |                                              |                                           |                                    |
| السرعة الفردية                                | كوني باراسكفين-Young (USA)                   | Renee Duprel (USA)                        | Rita Razmaite (URS)                |
| سباق 500 متر ضد الساعة                        |                                              |                                           |                                    |
| سباق المطاردة الفردية                         | ليونتين فان مورسل (NED)                      | مادونا هاريس (دراجة) (NZL)                | باربرا غانز (SUI)                  |
| سباق النقاط                                   | كارين هوليداي (NZL)                          | Svetlana Samokhvalova (RUS)               | Kristel Werckx (BEL)               |